# 10581 Jeníkhollan
10581 Jeníkhollan è un asteroide della fascia principale. Scoperto nel 1995, presenta un'orbita caratterizzata da un semiasse maggiore pari a 3,0159357 au e da un'eccentricità di 0,0798877, inclinata di 12,27048° rispetto all'eclittica.
L'asteroide è dedicato all'astronomo ceco Jeník Hollan.